# Буон Ма Тхуот
Буон Ма Тхуот (на виетнамски: Buôn Ma Thuột) e град във Виетнам. Населението му е 211 891 жители (по данни от 2009 г.), а площта 370 км². Разположен е в часова зона UTC+7. Намира се на 1396 км от столицата Ханой и на 345 км от град Хошимин. Разполага с летище, което се намира на 10 км от града.